# Demetrio Albertini
Demetrio Albertini (Besana in Brianza, Olaszország, 1971. augusztus 23. –) olasz labdarúgó, pályafutása leginkább az AC Milan csapatából ismert, ahol öt bajnoki címet, és három Bajnokok Ligája győzelmet ünnepelhetett.
Tagja volt az olasz válogatottnak is, részt vett az 1992-es olimpián, az 1994-es- illetve az 1998-as világbajnokságon, továbbá az 1996-os és a 2000-es Európa-bajnokságon.

## Pályafutása
Albertini 14 évesen került az AC Milan ifiakadémiájára, jó teljesítményét követően már 17 évesen debütálhatott a profik között 1989-ben. Az 1990-91-es szezonban kölcsönben szerepelt a Padova csapatánál, egy év után ismét visszatért Milánóba, egész sikeres éveket tudhatott maga mögött, hiszen 1992 és 1994 között kettő, míg 1996-ban és 1999-ben is bajnoki címet nyert a piros-feketékekkel.
2002-ben elhagyta a csapatot, egy évet töltött a spanyol Atlético Madrid csapatánál, ezt követte egy Lazioban eltöltött egy év , majd megfordult az Atalanta gárdájánál is . 2005 januárjában a neves FC Barcelona klubjához szerződött , majd a szezon végén bejelentette visszavonulását.
Albertini leginkább erős mentalitásáról, zsenialitásáról volt ismert, játékstílusát legtöbbször az egyik holland válogatott labdarúgóhoz, Ronald Koemanhoz hasonlították.

## Visszavonulása
2005-ben jelentette be visszavonulását, reménykedve abban, hogy egyszer egy főállású edző lesz belőle. Ekkor a Barcelona színeiben rúgta a bőrt.
Búcsúmeccsét az AC Milan ellen játszotta, ahol egykori labdarúgó-legendák vettek részt mindkét csapat színeiben (az olaszoknál többek között Ruud Gullit, Frank Rijkaard, Marco van Basten, és Franco Baresi). A mérkőzést a San Siróban játszották, a piros-feketék győztek 4-2-re. Albertini rúgta a katalánok első gólját szabadrúgásból.

## Pályafutása statisztikái
| Szezon               | Klub                 | Liga                 | Liga            | Liga  | Kupa            | Kupa  | UEFA*           | UEFA* | Egyéb           | Egyéb | Összesen        | Összesen |
| Szezon               | Klub                 | Liga                 | Pályára lépések | Gólok | Pályára lépések | Gólok | Pályára lépések | Gólok | Pályára lépések | Gólok | Pályára lépések | Gólok    |
| -------------------- | -------------------- | -------------------- | --------------- | ----- | --------------- | ----- | --------------- | ----- | --------------- | ----- | --------------- | -------- |
| 1988–1989            | Milan                | Serie A              | 1               | 0     | 0               | 0     | -               | -     | -               | -     | 1               | 0        |
| 1989–1990            | Milan                | Serie A              | 1               | 0     | 0               | 0     | -               | -     | -               | -     | 1               | 0        |
| 1990–1991            | Milan                | Serie A              | 0               | 0     | 2               | 0     | -               | -     | -               | -     | 2               | 0        |
| 1990–1991            | Padova               | Serie B              | 28              | 5     | -               | -     | -               | -     | -               | -     | 28              | 5        |
| 1991–1992            | Milan                | Serie A              | 28              | 3     | 5               | 0     | -               | -     | -               | -     | 33              | 3        |
| 1992–1993            | Milan                | Serie A              | 29              | 2     | 6               | 0     | 7               | 1     | 1               | 0     | 43              | 3        |
| 1993–1994            | Milan                | Serie A              | 26              | 3     | 0               | 0     | 13              | 1     | 2               | 0     | 41              | 4        |
| 1994–1995            | Milan                | Serie A              | 30              | 2     | 4               | 0     | 11              | 0     | 2               | 0     | 47              | 2        |
| 1995–1996            | Milan                | Serie A              | 30              | 0     | 3               | 0     | 5               | 0     | -               | -     | 38              | 0        |
| 1996–1997            | Milan                | Serie A              | 29              | 8     | 2               | 0     | 5               | 1     | 1               | 0     | 37              | 9        |
| 1997–1998            | Milan                | Serie A              | 28              | 0     | 9               | 2     | -               | -     | -               | -     | 37              | 2        |
| 1998–1999            | Milan                | Serie A              | 29              | 2     | 3               | 0     | -               | -     | -               | -     | 32              | 2        |
| 1999–2000            | Milan                | Serie A              | 26              | 1     | 1               | 0     | 5               | 0     | 1               | 0     | 33              | 1        |
| 2000–2001            | Milan                | Serie A              | 12              | 0     | 2               | 0     | 11              | 2     | -               | -     | 25              | 2        |
| 2001–2002            | Milan                | Serie A              | 24              | 0     | 4               | 0     | 8               | 0     | -               | -     | 36              | 0        |
| 2002–2003            | Atlético Madrid      | La Liga              | 28              | 2     | 2               | 1     | -               | -     | -               | -     | 30              | 3        |
| 2003–2004            | Lazio                | Serie A              | 23              | 2     | 4               | 0     | 8               | 0     | -               | -     | 35              | 2        |
| 2004–2005            | Atalanta             | Serie A              | 14              | 1     | 2               | 1     | -               | -     | -               | -     | 16              | 2        |
| 2004–2005            | Barcelona            | La Liga              | 5               | 0     | -               | -     | 1               | 0     | -               | -     | 6               | 0        |
| Összesen a Milannal  | Összesen a Milannal  | Összesen a Milannal  | 293             | 21    | 41              | 2     | 65              | 5     | 7               | 0     | 406             | 28       |
| Karrierje összegzése | Karrierje összegzése | Karrierje összegzése | 391             | 31    | 49              | 4     | 74              | 5     | 7               | 0     | 521             | 40       |

*Az UEFA kifejezés alatt értjük a Bajnokok Ligája, UEFA-kupa, és UEFA-szuperkupa szereplését.

### Válogatottban
| Olaszország | Olaszország     | Olaszország |
| Évek        | Pályára lépések | Gólok       |
| ----------- | --------------- | ----------- |
| 1991        | 1               | 0           |
| 1992        | 4               | 0           |
| 1993        | 6               | 0           |
| 1994        | 14              | 0           |
| 1995        | 8               | 2           |
| 1996        | 7               | 0           |
| 1997        | 9               | 0           |
| 1998        | 10              | 0           |
| 1999        | 6               | 0           |
| 2000        | 11              | 0           |
| 2001        | 2               | 0           |
| 2002        | 1               | 0           |
| Összesen    | 79              | 2           |

## Sikerei, díjai

### AC Milan
- Serie A győztes 5x: 1991–1992, 1992–1993, 1993–1994, 1995–1996, 1998–99
- Bajnokok Ligája győztes 3x: 1988-1989, 1989–1990 , 1993–1994
- UEFA-szuperkupa győztes 3x: 1989, 1990, 1994

### SS Lazio
- Olasz Kupa győztes: 2003–2004

### FC Barcelona
- La Liga győztes: 2004–2005

Válogatott:
1994 VB ezüst

## Magyarul megjelent művei
- Mesélek a Milan bajnokairól. A Rossonerik, akik történelmet írtak; szöveg Demetrio Albertini, Gino Capone, ill. Paolo Castaldi, ford. Lekli Medárd; Milan Ticket Shop Kft., Bp., 2022

### Fordítás
- Ez a szócikk részben vagy egészben  a   Demetrio Albertini című angol Wikipédia-szócikk fordításán alapul.  Az eredeti cikk szerkesztőit annak laptörténete sorolja fel. Ez a jelzés csupán a megfogalmazás eredetét és a szerzői jogokat jelzi, nem szolgál a cikkben szereplő információk forrásmegjelöléseként.